# マックス・アーロンズ
マクシミリアン・ジェームズ・アーロンズ（Maximillian James Aarons  ,  2000年1月4日 - ）は、イングランド・ロンドン・ハマースミス地区出身のプロサッカー選手。プリメーラ・ディビシオンのバレンシアCFに所属している。ポジションはDF。

## 来歴
2009年から2014年までルートン・タウンFCのユースアカデミーで過ごし、2016年にノリッジ・シティFCに入団。2018年6月にトップチーム昇格し、3年契約を締結。8月28日のEFLカップのカーディフ・シティFC戦でプロデビュー。9月のEFLチャンピオンシップのイプスウィッチ・タウンFC戦で、リーグ戦初出場。以降先発に定着し、10月には2023年までの契約延長に合意。
2019年3月にEFLチャンピオンシップで優勝を決め、2015-16シーズン以来のプレミアリーグ復帰を決定。4月には2018-19シーズンのEFLチャンピオンシップベストイレブンに選出。更に同シーズンの最優秀若手選手にも選出され、トッテナム・ホットスパーFCが、アーロンズの獲得に興味を示していると報じられたが、ノリッジと更に2024年までの契約延長に合意した。
2023年8月10日、AFCボーンマスに完全移籍した。移籍金は700万ポンドとみられている。

## 代表経歴
2018年から、U-19のイングランド代表に招集されている。